# Otyń
Otyń este o arie protejată (sit de importanță comunitară — SCI) din Polonia întinsă pe o suprafață de 0,11 ha, integral pe uscat.

## Localizare
Centrul sitului Otyń este situat la coordonatele 51°50′52″N 15°42′40″E / 51.8479°N 15.7112°E.

## Înființare
Situl Otyń a fost declarat sit de importanță comunitară în octombrie 2009 pentru a proteja 1 specie de animale.

## Biodiversitate
Situată în ecoregiunea continentală, aria protejată nu include niciun habitat protejat.
La baza desemnării sitului se află o specie protejată de  mamifere: liliac comun (Myotis myotis).